# Tehnici esențiale de supraviețuire
Man vs. Wild, de asemenea poreclit Born Survivor: Bear Grylls  sau Ultimate Survival, este o emisiune de aventură prezentată de Bear Grylls pe Discovery Channel. 

## Episoade
Emisiunea are 6 sezoane de difuzare.
| Sezon | Sezon     | Episoade | Premieră          | Finalul de sezon  |
| ----- | --------- | -------- | ----------------- | ----------------- |
|       | Sezonul 1 | 9        | 27 octombrie 2006 | 29 octombrie 2006 |
|       | Sezonul 2 | 6        | 15 iunie 2007     | 20 iulie 2007     |
|       | Sezonul 3 | 7        | 9 noiembrie 2007  | 21 decembrie 2007 |
|       | Sezonul 4 | 6        | 2 mai 2008        | 6 iunie 2008      |
|       | Sezonul 5 | 13       | 6 august 2008     | 2 iunie 2009      |
|       | Sezonul 6 | 14       | 12 august 2009    | 17 februarie 2010 |